# MUSIC STATION SUPER LIVE 2010
Music Station Super Live 2010（日语：ミュージックステーションスペシャル スーパーライブ2010）是一場於2010年12月24日晚間19:00—23:10在日本千葉縣幕張展覽館舉行與同步轉播的演唱會，該活動是朝日電視台的老牌音樂節目《Music Station》每年皆會在聖誕節前舉辦的現場直播演唱會「Music Station Super Live」之第19屆舉辦。活動現場是由《Music Station》的兩位主持人，資深藝人田森和朝日電視台的女主播竹內由惠擔任主持工作。當晚共有33組個人與團體參與演出，並創下15.4%的收視率。

## 簡介
- 本次MUSIC STATION SUPER LIVE的主題是「不會褪色的經典名曲」，多位出演藝人演唱他們的經典曲目和今年的大熱歌曲。如濱崎步的《M》就是九年來首次在電視上演唱的名曲。[1]
- DREAMS COME TRUE、柚子等較少出演SUPER LIVE的大牌歌手實現出演。
- K-POP「韓流」的代表組合少女時代和KARA也參加了這次SUPER LIVE。[2]
- 由2010年樂壇大熱的嵐、生物股長和AKB48演唱聖誕特別組曲拉開帷幕。
- Hey! Say! JUMP演唱的第一首曲目《眼中的銀幕》時，不屬於Hey! Say! JUMP的中山優馬也參與了演出；隨後中山優馬與Hey! Say! JUMP的兩位成員山田涼介、知念侑李以「NYC」的名義演唱了《盡情玩耍 用功學習》，不過NYC不屬於此次SUPER LIVE的正式演出者；然後再次輪到Hey! Say! JUMP上場演唱《「謝謝你」～在世界任何一個角落～》。
- 柚子演唱完第二首曲目《夏色》之後，全場觀眾齊聲熱烈要求安可，於是柚子再一次演唱了《夏色》的副歌部分。[3]
- 當天正是嵐的成員相葉雅紀的28歲生日。嵐的其他四位成員現場為他準備了生日蛋糕，現場觀眾也齊唱生日歌為他祝賀。
- 出道20週年，今年主演NHK大河劇《龍馬傳》的福山雅治擔任壓軸表演。